# イシイジロウ
イシイ ジロウ（いしい じろう、1967年1月28日 - ）は、日本のゲームデザイナー、脚本家、映画監督、作詞家。ストーリーテリング代表取締役 。リクルート関西支社やカルチュア・コンビニエンス・クラブで広告・宣伝担当を経てゲーム業界に転職。チュンソフト（2000年入社）、レベルファイブ（2010年入社）において、おもにアドベンチャーゲームのシナリオ・監督・プロデュース、ディレクションを務めたのち、2014年に独立。2015年ストーリーテリング設立。

## 略歴
2000年、チュンソフトに入社。
2004年発売の『3年B組金八先生 伝説の教壇に立て!』で第9回 CESA GAME AWARDS 優秀賞を受賞。
2010年にレベルファイブ入社。
2014年、独立。
2015年に株式会社ストーリーテリングを設立。

### 活動
- 日本ゲーム大賞　ゲームデザイナーズ大賞審査員（2010年 - ）
- 日本脚本家連盟会員
- 日本シャーロック・ホームズ・クラブ会員
- 日本SF作家クラブ会員（2010年5月-）

## エピソード
- チュンソフト在職中に手がけた『428 〜封鎖された渋谷で〜』は『週刊ファミ通』のクロスレビューで史上9本目となる40点満点を獲得[3]。日本ゲーム大賞 2009優秀賞、ファミ通アワード2008優秀賞なども受賞した[4]。
- 「笹の才蔵」と称された戦国武将・可児吉長の子孫であり、家に家系図が伝わっている。同じく家に家系図が伝わっている歌人の笹公人とは、曽祖父どうしが兄弟という関係にある[5]。
- レベルファイブ在職中に手がけた『タイムトラベラーズ』では劇中曲の作詞を手がけ、メインテーマである「The Final Time Traveler」はフィギュアスケート選手の羽生結弦に2014グランプリファイナルExhibition(エキシビション)にプログラム曲として選ばれる。この『タイムトラベラーズ』および「The Final Time Traveler」はイシイが被災した阪神・淡路大震災をイメージして作られた作品で、羽生の被災地へのメッセージと重なると論評されている[6]。
- 2014年8月。独立後に初めて原作を提供したインディーズアニメ『UNDER THE DOG』が米国クラウドファンディング“キックスターター”のアニメーションジャンルにて1万2,157人から目標を遥かに上回る史上最高（当時）の87万8,028ドルの出資金額を集める。また、この作品は『UNDER THE DOG』 2018年『劇場版 UNDER THE DOG Jumbled』として東名阪にて劇場公開された。当初は2週間限定での公開予定だったが、好評につき延長となった[7]。
- 2015年10月、YouTubeで配信開始されたアニメシリーズ『モンスターストライク』 のストーリー・プロジェクト構成を担当。3DS版『モンスターストライク』や映画『モンスターストライク THE MOVIE はじまりの場所へ』のストーリーも担当している。3DS版『モンスターストライク』は出荷100万本を記録[8]。イシイとしては初めてのミリオン作品への本格参加となった。YOUTUBEシリーズも1話7分無料視聴という新しいフォーマットを提案。YOUTUBE世界累計再生回数4億回を突破（2019年11月）している[9]。
- 2016年1月より放映のTVアニメ『ブブキ・ブランキ』にシリーズ構成・脚本（北島行徳と共同）として参加。『ブブキ・ブランキ』」は2016冬アニメ満足度人気投票において四部門で一位を独占した[10]。
- 実写映画『女流棋士の春』の監督や舞台『龍よ、狼と踊れ』の原作、NHK謎解きLIVE『CATSと蘇ったモリアーティ』の原作、『新サクラ大戦』作中歌の作詞、コミック版のストーリー構成・脚色など活動の場を拡げている。また、観劇型人狼イベント『アルティメット人狼』主宰という顔も持つ。

## 作品

### ゲーム
チュンソフト
- 不思議のダンジョン 風来のシレン外伝 女剣士アスカ見参!：ゲームバランス
- かまいたちの夜 アドバンス：GBA版演出
- かまいたちの夜 ニワンゴ版：プロデューサー
- 忌火起草：プロデューサー
- 428 〜封鎖された渋谷で〜：総監督 - 「日本ゲーム大賞 2008」フューチャー部門賞[11]、 「日本ゲーム大賞 2009」優秀賞[12]
- 極限脱出 9時間9人9の扉：プロデューサー
- 3年B組金八先生 伝説の教壇に立て!：企画・監督 - 「第9回「CESA GAME AWARDS」優秀賞（2005年）[13]

ソニー・インタラクティブエンタテインメント
- TRICK×LOGIC：企画・プロデューサー

レベルファイブ
- タイムトラベラーズ：ディレクター
- 魔神STATION：ディレクター・世界観設定

セガ
- 街 〜運命の交差点〜 特別篇：監修[14]
- 新サクラ大戦：ストーリー構成 - 「日本ゲーム大賞 2019」フューチャー部門賞[15]

- サクラ革命 ～華咲く乙女たち～：文芸構成

DMM GAMES
- 文豪とアルケミスト：世界観監修
- 恒星少女 -Do The Scientists Dream of Girls'Asterism?-：シナリオ

mixi
- モンスターストライク(ニンテンドー3DS版)：ストーリー・プロジェクト構成[16]

コナミ
- CRIMESIGHT：世界観監修[17]

ケムコ
- ゾンビ・オブ・ザ・ドット：企画・原案・監修[18]
- Depth Loop（仮）

NTT出版
- Little Lovers：シナリオ・ディレクター
- Little Lovers SHE SO GAME：企画・ディレクター
- Little Lovers 2nd：シナリオ・ディレクター

その他
- イミテーションシティ データウエスト：企画・シナリオ・原画
- MA-RI-A 人形館の呪い ポニーキャニオン：シナリオ・ディレクター
- シブヤスクランブルストーリーズ：総監督

### アニメ
- うーさーのその日暮らし夢幻編：脚本（第7話）
- モンスターストライク：ストーリー・プロジェクト構成
- ブブキ・ブランキ：シリーズ構成・脚本（北島行徳と共同）
- Under the Dog：原案
- 文豪とアルケミスト 〜審判ノ歯車〜：世界観監修
- CANAAN：プロデューサー
- アニメ モンスターストライク（第１第２シーズン）：ストーリー・プロジェクト構成
- 映画「モンスターストライク THE MOVIE はじまりの場所へ：ストーリー構成
- ブブキ・ブランキ：シリーズ構成・脚本
- ブブキ・ブランキ 星の巨人：シリーズ構成・脚本
- Under the Dog：原作・脚本
- 文豪とアルケミスト〜審判ノ歯車〜：世界観監修
- マジカパーティ：原案

### ビジネス書
- IPのつくりかたとひろげかた：星海社新書　著
- ストーリーのつくりかたとひろげかた：星海社新書　著

### 実写
- 映画 女流棋士の春：脚本・監督・編集
- TVドラマ NHK 謎解きLIVE『謎解きLIVE美白島殺人事件』：出演
- TVドラマ NHK 謎解きLIVE『謎解きLIVE四角館の密室殺人事件』：ゲーム監修
- TVドラマ NHK 謎解きLIVE Episode2.5 『CATSと蘇ったモリアーティ』：原作
- NHK BSプレミアム『マリオ～AIのゆくえ～』：設定監修
- TBS日曜劇場『天国と地獄〜サイコな2人〜』：トリック監修
- YouTubeガンダムチャンネル『ガンダムビルドリアル』：設定考証[19]
- TBS火曜ドラマ『Eye Love You』：ミステリー監修

### 作詞
- Little Lovers
  - 「A Place In The Sun ～Little Loversのテーマ」作曲：北堀勝一　歌：吉田古奈美・菅原祥子・笹本優子
- タイムトラベラーズ
  - 「ミライノウタニノセ」作曲：坂本英城　歌：宍戸留美
  - 「The Final Time Traveler」日本語詩　作曲：坂本英城　歌：サラ・オレイン
  - 「Dr.Schrodinger, tell me please?」日本語詩　作曲：坂本英城　歌：やなぎなぎ
  - 「The Door Into Summer」日本語詩　作曲：坂本英城　歌：尾島梨絵
  - 「Time after Time」日本語詩　作曲：坂本英城　歌：Satsy
- 女流棋士の春
  - 「女流棋士の春」作曲：坂本英城　歌：香川愛生
- 新サクラ大戦
  - 「乙女なんですよ」作曲：田中公平　歌：天宮さくら（CV：佐倉綾音）
  - 「女!!祭の心意気」作曲：田中公平　歌：東雲初穂（CV：内田真礼）
  - 「輪舞」作曲：田中公平　歌：クラリス（CV：早見沙織）
  - 「帰れる場所」作曲：田中公平　歌：アナスタシア・パルマ（CV：福原綾香）
  - 「忍者あざみ」作曲：田中公平　歌：望月あざみ（CV：山村響）
  - 「狂い咲け帝都に」作曲：田中公平　歌：夜叉（CV：横山智佐）
  - 「新たなる」作曲：田中公平　歌：天宮さくら（CV：佐倉綾音）東雲初穂（CV：内田真礼）望月あざみ（CV：山村響）アナスタシア・パルマ（CV：福原綾香）クラリス（CV：早見沙織）ホワン・ユイ（CV：上坂すみれ）ランスロット（CV：沼倉愛美）エリス（CV：水樹奈々）
- 新サクラ大戦 the Animation
  - 「凍てつく魂」作曲：田中公平　編曲：東大路憲太　歌：天宮さくら（佐倉綾音）アナスタシア・パルマ（福原綾香）
- 文豪とアルケミスト〜審判ノ歯車〜
  - 「グッド・バイ」作曲：渡辺翔　編曲：坂本英城　歌：浦島坂田船
  - 「藪の中のジンテーゼ」作編曲：藤間仁　歌：南條愛乃
- SECRET CASINO
  - 「約束と世界の終わりと」作編曲：坂本英城　歌：柚木尚子
- 純潔の魔法少女
  - 「恋する魔法少女☆」共同作詞：FiFS　作曲・編曲：TECHNOBOYS PULCRAFT GREEN-FUND 歌：笠原弘子
  - 「希望の翼」共同作詞：FiFS　作曲：奥井雅美　編曲：鈴木Daichi秀行(Cubic Records) 歌：奥井雅美
  - 「FLOWERY MY WAY」共同作詞：FiFS　作曲・編曲：JUVENILE 歌：May'n
  - 「UNTITLED MAGICAL GIRL」共同作詞：FiFS　作曲：蓮尾理之(siraph) 編曲：蓮尾理之(siraph),照井順政(siraph) 歌：南野このみ(CV.首藤志奈),西脇ヒカル(CV.湯浅かえで),東條優奈(CV.内田秀)

### 舞台
- 龍よ、狼と踊れ Dragon,Dance with Wolves：原作
- 龍よ、狼と踊れ Dragon,Dance with Wolves 〜草莽の死士〜：原作
- 文豪とアルケミスト 余計者ノ挽歌（エレジー）：世界観監修
- 文豪とアルケミスト 異端者ノ円舞（ワルツ）：世界観監修
- 文豪とアルケミスト 綴リ人ノ輪唱（カノン）：世界観監修
- 文豪とアルケミスト 捻クレ者ノ独唱（アリア）：世界観監修
- 文豪とアルケミスト 嘆キ人ノ廻旋（ロンド）：世界観監修
- 文豪とアルケミスト 戯作者ノ奏鳴曲（ソナタ）：世界観監修
- 文豪とアルケミスト 旗手達ノ協奏（デュエット）：世界観監修
- 文豪とアルケミスト 紡グ者ノ序曲（プレリュード）：世界観監修
- 生演奏朗読劇「桜桃探偵舎」：原作
- SCRAP インサイドシアター第1弾 SECRET CASINO：脚本・企画協力
- ドラゴンギアス Another ～再生のための物語～：原作
- イマーシブミステリー　アウフヘーベンの牢獄　原作・総合監修[20]
- 謎解きゲーム 「xxxHOLiC」謎掛奇譚　ゲームデザイン[21]

### 小説
- 「桜桃探偵舎 太宰治と檀一雄の事件簿」私家版 ：著

### コミック
- 新サクラ大戦 the Comic （週刊ヤングジャンプ連載）：ストーリー構成・脚色

### ノベライズ
- 新サクラ大戦 the Novel 〜緋桜のころ〜：ストーリー構成

### ボードゲーム
- Gods' Gambit（ゲームデザイン：カナイセイジ）：ストーリー協力
- ドラゴンギアス（Dragon Gyas）：原作・ストーリー・世界観設定

### NFTプロジェクト
- Twelve Anonymous Tournaments：トランスメディアストーリーテリング